# 賴瓦瓦埃島
賴瓦瓦埃島（Raivavae）是南太平洋法屬波利尼西亞的島嶼，屬於南方群島的一部分，位於大溪地島島東南630公里，由同名市镇管辖，長8.5公里，寬2.3公里，面積14.95平方公里，最高點海拔高度437米，2016年人口975。